# Мирославский, Владимир Петрович
Влади́мир Петро́вич Миросла́вский (настоящая фамилия — Люба́рский-Миросла́вский; 29 июля (10 августа) 1884 — 4 февраля 1968) — российский и советский артист цирка, эквилибрист.

## Биография
Владимир Петрович Мирославский родился 29 июля (10 августа) 1884 года в цирковой семье. В цирке выступал с девятилетнего возраста — сперва с меланж-актом на трапеции, затем с номером «Эйфелева башня», в котором он выполнял различные стойки на вершине девятиметровой качающейся конструкции из ивовых прутьев. С 1919 по 1921 год был организатором и художественным руководителем нескольких цирковых трупп в Сибири. С 1925 по 1945 года вместе со своим воспитанником Феликсом участвовал в номере «братья Мирославские — стальные капитаны», в котором партнёры исполняли сложнейшие трюки на переходной лестнице и на перше без лонжи. Программа была признана специалистами высшим достижением эквилибристики того времени. Параллельно с этим номером совместно с Феликсом выпускали вторую программу под названием «Тингель-Тангель», в которой актёры в комических масках исполняли ряд комико-акробатических трюков. В 1929 году создал акробатический номер на двух пьедесталах для четырёх участников, в котором принимали также участие сыновья артиста. Позднее перешёл на эстраду, где выступал в различных номерах, среди которых известностью пользовались «Русские качели». С 1959 года работал режиссёром и тренером-консультантом цирковых номеров. Скончался 4 февраля 1968 года.

## Семья
Двое сыновей Владимира Петровича также стали цирковыми эквилибристами:
- Владимир Владимирович Мирославский (1 августа 1918—1970)
- Виктор Владимирович Мирославский (1 января 1921 — ?) — с 1967 года — инспектор манежа Ленинградского цирка.